# لاي مان فاي
لاي مان فاي (بالصينية: 賴文飛) (10 ديسمبر 1988 بهونغ كونغ في الصين - ) هو مدرب كرة قدم ولاعب كرة قدم صيني في مركز الدفاع. شارك مع منتخب هونغ كونغ لكرة القدم. أما مع النوادي، فقد لعب مع نادي جنوب الصين وهونغ كونغ بيغاسوس ‏ وYuen Long FC ‏ وTuen Mun SA ‏.